# 格雷芬海尼兴
格雷芬海尼兴（德語：Gräfenhainichen，發音：[ɡʁɛːfn̩ˈhaɪnɪçn̩] ⓘ）是德国萨克森-安哈尔特州维滕贝格县的城市，面积158.94平方千米，2023年12月31日人口为11,380人。